# Mauricio Soria (deportista)
Mauricio Ronald Soria Portillo (Cochabamba, 1 de junio de 1966) es un exfutbolista y entrenador boliviano. Como jugador se desempeñó en la posición de guardameta.

## Trayectoria
Arrancó su carrera como entrenador en el año 2006 dirigiendo al Jorge Wilstermann. El 3 de diciembre de ese año sale campeón del Clausura de la Primera División de Bolivia con el equipo de Cochabamba.
En el año 2007 dirigió al Real Potosí donde se consagró campeón del Torneo Apertura, siendo aquel el primer título en la Primera División de Bolivia para el conjunto Lila.
En el año 2011 y luego de 3 años de inactividad como entrenador, asume el mando del The Strongest donde el 22 de diciembre de ese año se consagra campeón del Torneo Apertura, cortando así una sequía de 7 años sin títulos para el Tigre.
En el año 2012 al salir del The Strongest, dirige al Wilstermann, logrando el 30 de mayo de ese año el ascenso a la Primera División de Bolivia tras ganar el indirecto al Club Guabirá.
El 17 de octubre de 2013 se hace cargo del Club Real Potosí, pero pocos meses después renuncia al cargo alegando problemas personales.
El 7 de abril de 2014 asume como entrenador del Club Blooming,renunciando en diciembre de ese año para hacerse cargo de la Selección Boliviana.
En enero de 2015 se confirma que Soria será el técnico de la Selección Boliviana para sus futuros compromisos y entre ellos están la Copa América 2015, la Copa América Centenario 2016  y las eliminatorias de clasificación para el Mundial 2018. En la Copa América 2015 rompe la racha negativa que existía sobre la Selección Boliviana de 17 partidos sin ganar en el torneo, 18 años de la última victoria. Vencieron 3-2 a la Selección Ecuatoriana. Además, lograron clasificar a los cuartos de final donde fueron eliminados por Perú. A mitad de julio del presente año es destituido de su cargo por diferencias con la dirigencia de la Federación Boliviana de Fútbol por temas económicos.
Luego de varias idas y vueltas, y tras la detención y renuncia de los principales dirigentes de la Federación Boliviana de Fútbol, los nuevos dirigentes decidieron el 7 de agosto la continuidad de Mauricio Soria como entrenador de la Selección Boliviana para encarar las Eliminatorias a Rusia 2018. El 14 de agosto, Mauricio Soria decide no seguir como entrenador de la Selección Boliviana a pesar de ser confirmado por los nuevos dirigentes.
El 7 de febrero de 2016, luego de varios meses sin dirigir fue confirmado como nuevo entrenador del The Strongest de la Primera División de Bolivia. Dirigiendo a The Strongest consiguió un histórico triunfo en Brasil ante el São Paulo en la Copa Libertadores 2016, ganando 1-0, y así consiguió la primera victoria del Tigre en Brasil y rompió una racha negativa de 48 partidos sin ganar en el exterior. El 16 de abril de 2016 dejó de ser entrenador del The Strongest.
El 31 de mayo de 2016 fue presentado como nuevo entrenador del Club Blooming de la Primera División de Bolivia. Dirigiendo al Blooming consiguió clasificar por primera vez en su historia al equipo cruceño a la segunda fase de la Copa Sudamericana al eliminar en Uruguay al Plaza Colonia.
El 23 de diciembre de 2016 deja Blooming para convertirse nuevamente en entrenador de la Selección Boliviana, tras la renuncia de Ángel Guillermo Hoyos. Dirigiendo a la Selección Boliviana, el 5 de septiembre de 2017 logró ganar luego de 17 años a la Selección Chilena por eliminatorias en La Paz.
El 21 de abril de 2018 deja la Selección Boliviana tras un acuerdo con la dirigencia. El entrenador estuvo involucrado en un altercado con un trabajador suyo y fue filmado agrediendo al mismo.
El 21 de diciembre de 2018, firmó por un año con Oriente Petrolero de la Primera División de Bolivia. El 11 de julio de 2019 dejó de ser entrenador de Oriente Petrolero. El clima de inestabilidad en la institución hizo que Soria decida no continuar. Dirigió 28 partidos entre el Torneo Apertura 2019 (Bolivia) y Copa Sudamericana 2019. Ganó 11, empató 6 y perdió 11 juegos.
El 5 de agosto de 2019 asumió como entrenador del Club The Strongest de la Primera División de Bolivia en reemplazo de Pablo Daniel Escobar. El 2 de marzo de 2020 renunció como entrenador del Tigre por malos resultados.
El 24 de mayo de 2024 fue anunciado como nuevo entrenador de Asociación Deportiva Guanacasteca de la Primera División de Costa Rica, siendo así su primera experiencia en el exterior.
Logros de Soria como entrenador son los siguientes: Consiguió títulos con Wilstermann, Real Potosí y The Strongest. Logró ganar un partido y clasificar a la Selección Boliviana a los cuartos de final de una Copa América, luego de 18 años. Dirigiendo a The Strongest en el 2016 consiguió la primera victoria de visitante del Tigre en Copa Libertadores al vencer a São Paulo en el Pacaembú. Dirigiendo al Blooming en el 2016, consiguió por primera vez para el equipo de Santa Cruz su clasificación a Segunda Fase de la Copa Sudamericana. En enero del 2017 ayudó a Marco Sandy en la Selección de fútbol sub-20 de Bolivia y en la primera fecha lograron una victoria 2-0 y terminaron con una sequía de 10 años sin victorias en dicha categoría. El 7 de junio de 2017 consigue que la Selección Boliviana obtenga 3 victorias consecutivas, cosa que no lograba desde el año 1997. El 5 de septiembre de 2017 logra que la Selección Boliviana vuelva a ganar a la Selección Chilena en La Paz luego de 17 años sin poder hacerlo.El 7 de febrero de 2024 consiguió la primera victoria en la historia del Club Aurora en la Copa Libertadores de América, tras vencer 1-0 a Melgar de Perú en la fase 1.

## Clubes

### Como jugador
| Club              | País    | Año         |
| ----------------- | ------- | ----------- |
| Aurora            | Bolivia | 1983 - 1986 |
| The Strongest     | Bolivia | 1987 - 1988 |
| Aurora            | Bolivia | 1988        |
| Always Ready      | Bolivia | 1989        |
| Destroyers        | Bolivia | 1990        |
| Oriente Petrolero | Bolivia | 1991        |
| Destroyers        | Bolivia | 1992 - 1993 |
| Bolívar           | Bolivia | 1994 - 1998 |
| Aucas             | Ecuador | 1999        |
| Jorge Wilstermann | Bolivia | 2000 - 2002 |
| The Strongest     | Bolivia | 2002 - 2004 |
| Aurora            | Bolivia | 2005        |

### Como entrenador
| Club                | País       | Año         |
| ------------------- | ---------- | ----------- |
| Jorge Wilstermann   | Bolivia    | 2006        |
| Real Potosí         | Bolivia    | 2007        |
| The Strongest       | Bolivia    | 2011 - 2012 |
| Jorge Wilstermann   | Bolivia    | 2012        |
| Real Potosí         | Bolivia    | 2013        |
| Blooming            | Bolivia    | 2014        |
| Selección Boliviana | Bolivia    | 2015        |
| The Strongest       | Bolivia    | 2016        |
| Blooming            | Bolivia    | 2016        |
| Selección Boliviana | Bolivia    | 2016 - 2018 |
| Oriente Petrolero   | Bolivia    | 2019        |
| The Strongest       | Bolivia    | 2019 - 2020 |
| Jorge Wilstermann   | Bolivia    | 2021        |
| Guabirá             | Bolivia    | 2022 - 2023 |
| Aurora              | Bolivia    | 2023 - 2024 |
| Guanacasteca        | Costa Rica | 2024        |

## Palmarés

### Como jugador
Títulos nacionales
| Título           | Club              | Año           |
| ---------------- | ----------------- | ------------- |
| Primera División | Bolívar           | 1994          |
| Primera División | Bolívar           | 1996          |
| Primera División | Jorge Wilstermann | 2000          |
| Primera División | The Strongest     | Apertura 2003 |
| Primera División | The Strongest     | Clausura 2003 |

### Como entrenador
Títulos nacionales
| Título           | Club              | Edición             |
| ---------------- | ----------------- | ------------------- |
| Primera División | Jorge Wilstermann | Segundo Torneo 2006 |
| Primera División | Real Potosí       | Apertura 2007       |
| Primera División | The Strongest     | Apertura 2011       |

## Automovilismo
Mauricio Soria en varias ocasiones comentó su pasión desde niño por el automovilismo. En el año 2011 se consagró ganador de la primera competencia nacional de automovilismo en Bolivia.
En el año 2011 además de salir campeón con el The Strongest en la Primera División de Bolivia, también lo hizo con el Grupo A6, confirmada por la Federación Boliviana de Automovilismo Deportivo (Febad).